# Biblioteca comunale Sabino Loffredo
La Biblioteca comunale Sabino Loffredo è la biblioteca pubblica della città di Barletta, nella provincia di Barletta-Andria-Trani, in Puglia. È ubicata nel centro cittadino, all'interno del castello di Barletta.

## Storia
La sede bibliotecara nacque nel 1867, in seguito alla soppressione degli ordini religiosi.
Fino al 1896 fu ubicata nel palazzo San Domenico, in seguito fu trasferita nel teatro Curci. Nel 1905 fu intitolata a Sabino Loffredo, giurista e storico barlettano. Nel 1991 fu sistemata definitivamente nel castello cittadino.

## Patrimonio librario
La biblioteca dispone di un patrimonio documentario di circa 140 000 opere: 125 807 volumi e opuscoli, due incunaboli, 10 edizioni del XVI secolo e 299 tra seicentine e settecentine, 508 manoscritti, 270 piante e carte geografiche, 932 periodici di cui 150 in corso, 1 361 tra libretti e spartiti musicali, 102 pergamene, sei Libri rossi della Città di Barletta (secoli XVI-XVIII), due libri delle Conclusione dell'Università di Barletta (secoli XVI-XVII), un cabreo (XVIII secolo) e sette protocolli notarili (secoli XVI-XVII).